# Pablo Pírez
Pablo Nicolás Pírez Montes (Montevideo, Uruguay, 8 de enero de 1990) es un futbolista uruguayo. Juega como defensa central en el Club Atlético Juventud de Las Piedras de la Primera División de Uruguay.

## Estadísticas
| Club                                  | País     | Año           |
| ------------------------------------- | -------- | ------------- |
| Sud América                           | Uruguay  | 2008 - 2009   |
| Cerrito                               | Uruguay  | 2009 - 2010   |
| Colón                                 | Uruguay  | 2010 - 2011   |
| Torque                                | Uruguay  | 2011 - 2015   |
| Rampla Juniors                        | Uruguay  | 2015 - 2016   |
| Progreso                              | Uruguay  | 2016 - 2017   |
| Huracán                               | Uruguay  | 2017          |
| Villa Española                        | Uruguay  | 2018 - 2019   |
| Real España                           | Honduras | 2020-2021     |
| Uruguay FC                            | Uruguay  | 2021          |
| Club Atlético Juventud de Las Piedras | Uruguay  | 2022-presente |

## Palmarés

### Títulos nacionales
| Título           | Club           | País    | Año     |
| ---------------- | -------------- | ------- | ------- |
| Segunda División | Rampla Juniors | Uruguay | 2015-16 |